# Atelerix
Atelerix är ett släkte i underfamiljen igelkottar med arter som förekommer i Afrika och södra Europa.

## Systematik och utbredning
Släktet omfattar fyra arter:
- Afrikansk pygméigelkott (Atelerix albiventris) - förekommer i hela centrala Afrika från Senegal och Sudan till Zambia.
- Atelerix frontalis - lever i södra Afrika från Angola och Zimbabwe till Sydafrika.
- Spansk igelkott (Atelerix algirus) - förekommer i norra Afrika (Marocko och Libyen) och i Spanien vid Medelhavets kustlinje, den blev av människan införd i Frankrike och på Kanarieöarna.
- Atelerix sclateri - förekommer i norra Somalia.

## Utseende
Atelerix har på huvud och rygg korta taggar som vid roten och spetsen är vita och i mellersta delen bruna eller svarta. Skillnader mot släktet Erinaceus består i arternas jämförelsevis ringa storlek, en ljusare pälsfärg på kroppens undersida och olika detaljer i skallens, tändernas och tårnas uppbyggnad. Arterna i släktet Atelerix har en kroppslängd mellan 17 och 23 cm (svansens längd är 2 till 5 cm) och en vikt mellan 250 och 700 gram.

## Ekologi
Dessa djur förekommer i olika habitat, till exempel i buskland och savann men även i människans trädgårdar. De undviker däremot ökenområden och alltför täta skogar. De är aktiva på natten och gömmer sig under dagen i bladansamlingar, i bergssprickor och i mindre grottor. När de letar efter föda använder de huvudsakligen lukt- och hörselsinnet medan synen är sämre utvecklad. I kalla regioner, till exempel södra Sydafrika, håller de vinterdvala eller de faller i dvala (torpor), men kortare än europeiska igelkottar. Dessa djur lever huvudsakligen ensamma men har inga utpräglade revir.
Liksom centraleuropeiska igelkottar har de förmåga att rulla ihop sig vid fara.

### Föda
Arterna i släktet är allätare men föredrar insekter. De äter även snäckor, daggmaskar, mindre ryggradsdjur, ägg, frukter och svampar.

### Fortplantning
Honorna har flera gånger per år möjligheten att föda ungar. Efter dräktigheten som varar vanligen 35 dagar föds vanligen fyra till fem ungar, sällan upp till tio ungar. Dessa väger i början tio gram och är naken och blind. Efter högst 6 veckor sluter honan att ge di åt ungdjuren som måste lämna hennes revir. Nio veckor efter födelsen är ungarna könsmogna. Medellivslängden i naturen ligger vid tre år medan individer i fångenskap blir upp till sju år gamla.

## Atelerixoch människan
Afrikansk pygméigelkott hålls som sällskapsdjur. Aveln skedde i början i USA men numera vid flera ställen i Europa. Inledningsvis blev många exemplar importerade men idag finns huvudsakligen individer från europeiska uppfödningsstationer i handeln. Ingen art i släktet Atelerix är hotad enligt IUCN.